# Еталон насадження 4

## Створення
Заповідне урочище «Еталон насадження 4» (втрачена) — об'єкт природно-заповідного фонду, що був оголошений рішенням Сумського Облвиконкому № 704 31.12.1980 року на землях Краснопільского лісгоспзагу (Краснопільське лісництво, квартал 64). Адміністративне розташування — Краснопільський район, Сумська область.

## Характеристика
Площа – 27 га.
Об’єкт на момент створення був високобонитетними дубово-кленово-липово насадженням.
Вся інформація про створення об'єкту взята із текстів зазначених у статті рішень обласної ради, що надані Державним управлянням екології та природних ресурсів Сумської  області Всеукраїнській громадській організації «Національний екологічний центр України»..

## Скасування
Станом на 1.01.2016 року об'єкт не міститься в офіційних переліках територій та об'єктів природно-заповідного фонду, оприлюднених на Єдиному державному вебпорталі відкритих даних http://data.gov.ua/ [Архівовано 4 травня 2016 у Wayback Machine.]. Проте ні в Міністерстві екології та природних ресурсів України, ні у Департаменті екології та природних ресурсів Сумської обласної державної адміністрації відсутня інформація про те, коли і яким саме рішенням було скасовано даний об'єкт природно-заповідного фонду. Таким чином, причина та дата скасування на сьогодні не відома.